# Терре, Жозеф Мари
Аббат Жозе́ф Мари́ Террэ́ (фр. Joseph Marie Terray; родился 9 декабря 1715 года, Боэн-сюр-Линьон, Франция — умер 18 февраля 1778 года, Париж, Франция) — французский религиозный и политический деятель, последний генеральный контролёр (министр) финансов Людовика XV (1771—74). Строитель и владелец усадьбы Ламот-Тилли.

## Биография
Крайне честолюбивый, он желал выдвинуться во что бы то ни стало, не стесняясь никакими нравственными принципами; его имя сделалось у современников синонимом человека без стыда и совести. Вкравшись в доверие маркизы Помпадур и сделавшись с 1757 года докладчиком по всем важным делам, Террэ принимал деятельное участие в изгнании иезуитов, что доставило ему аббатство Молем.
В 1769 году он был назначен генерал-контролёром финансов. Не задумываясь над будущим, он старался удовлетворить минутные потребностям и вместе с Мопу наложил на всю администрацию свою особенную власть. Положение финансов было в это время такое отчаянное, что приходилось выбирать между полным или частичным банкротством.
Террэ рядом произвольных мер в 1770 году уменьшил государственные расходы на 36 млн франков, а доходы увеличил на 15 млн.
Попытки Террэ убедить Людовика XV снизить траты на придворную роскошь и прихоти были неудачны, пришлось опять повысить налоги. Мысль Террэ о расширении налогового бремени на привилегированные сословия встретила такое сильное сопротивление, что осталась только в проекте.
В борьбе Мопу с парламентами Террэ принимал деятельное участие, но после победы поссорился с Мопу. Ненавидимый общественным мнением, он был отставлен Людовиком XVI 23 августа 1774 года и заменён Тюрго. Народ с восторгом приветствовал эту отставку, а Террэ, поселившись в своем имении, неустанно интриговал против Тюрго до его падения.